# California State Route 282
Pour les articles homonymes, voir Route 282.
La California State Route 282 est une route de l'État de Californie, aux États-Unis. Orientée est-ouest, elle se situe dans la ville de Coronado près de San Diego.

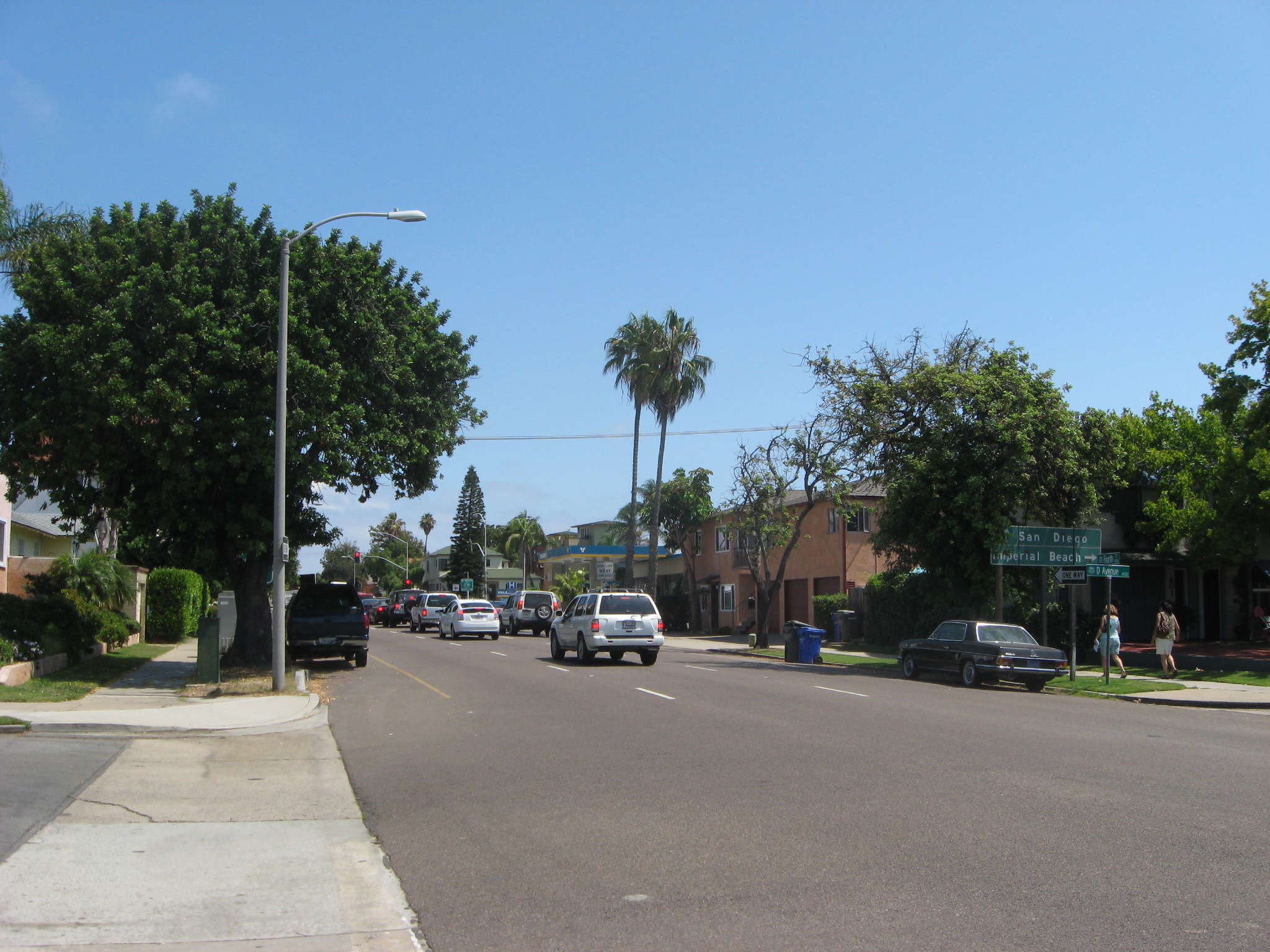
La California State Route 282 à Coronado.